# マイコプラズマ・ジェニタリウム
マイコプラズマ・ジェニタリウム（Mycoplasma genitalium）は小さな病原性の細菌で、ヒトの泌尿器や生殖管の線毛上皮細胞に生息する。1981年に初めてその存在が報告され、1983年にマイコプラズマ属の新種だと同定された。
性行為による感染はかなり一般的であり、抗生物質によって治療可能である。

## 治療
2010年のアメリカ疾病予防管理センターの推奨は、アジスロマイシン1グラムの1回投薬、あるいはドキシサイクリンの7日間の投薬である。その代替の投薬としてはエリスロマイシンや、エリスロマイシン・エチルコハク酸、オフロキサシン、レボフロキサシンが挙げられている。
2011年の研究は、アジスロマイシンの1回投与（治癒失敗は最大28%）よりも、5日間の投薬法（1日目500mg、あとは毎日250mg）のほうが優れた治癒率（96%）であることを実証しており、1回投与では細菌が耐性菌となるとなることがある。イギリスでは5日間のアジスロマイシン投薬に移行しており、ドキシサイクリンもまだ使われており、モキシフロキサシンも代替薬である。スウェーデンの患者では、ドキシサイクリンは治癒率が男性38%、女性48%と比較的に無効であり、アジスロマイシンの1回投与も抗生物質の耐性のために処方されていない。アジスロマイシンの5日間の治療では耐性が生じなかった。
以下、日本の2016年のガイドラインより説明する。マイコプラズマ・ジェニタリウムには薬剤耐性があり、テトラサイクリン系よりも、アジスロマイシンやクラリスロマイシンやなどマクロライド系が強い殺菌効果を持つが、それでも2000年前後にはほぼ100%であった有効率は低下してきており、2012年のオーストラリアの報告ではアジスロマイシン1グラムでは69%であり、日本ではそこまで失敗が頻発していないため、生殖器および咽喉での感染では1グラムか2グラムを第一選択とする。